# Поповское (Климовское сельское поселение)
Поповское — деревня в Череповецком районе Вологодской области.
Входит в состав Климовского сельского поселения, с точки зрения административно-территориального деления — в Климовский сельсовет.
Расстояние по автодороге до районного центра Череповца — 32 км, до центра муниципального образования Климовского — 2 км. Ближайшие населённые пункты — Климовское, Коротнево, Частобово.
По переписи 2002 года население — 32 человека (15 мужчин, 17 женщин). Преобладающая национальность — русские (97 %).